# Поас
 Поа́с — действующий стратовулкан в Центральной Америке.
Расположен в центральной Коста-Рике севернее города Сан-Хосе. Высота над уровнем моря — 2708 м. Вулкан имеет несколько кратеров.
Вулкан Поас с 1828 года извергался 39 раз. Последнее извержение было в 2011 году.
В 1971 году на территории вокруг вулкана был образован национальный парк.